# Enzo Kuworge
Enzo Kofi Kuworge (Nijmegen, 31 augustus 2001) is een Nederlands gewichtheffer die uitkomt in de klasse boven de 109 kilogram.

## Carrière
In 2017 en 2018 won Kuworge zilver op de EK jeugd in de klasse boven de 94 kg. Bij de Olympische Jeugdzomerspelen 2018 won hij brons in de categorie boven de 85 kilogram. Door zijn wereldtitel junioren bij de WK junioren in Tashkent in 2021, met een totaal van 411 kg, plaatste hij zich voor het gewichtheffen op de Olympische Zomerspelen 2020. Op de Spelen werd hij zesde in zijn klasse met 175 kg bij het trekken en 234 kg bij het stoten, 409 kg totaal. Eind 2021 werd hij 10e bij de WK in Oezbekistan.
Zijn persoonlijke records staan na het EK 2022 op 183 kg trekken en 234 kg stoten. Op het WK 2022 in Colombia lukte het niet een geldig resultaat neer te zetten.

## Privé
Kuworge heeft een Ghanese vader en een Nederlandse moeder.